# New York Cosmos 1982
Questa voce raccoglie le informazioni riguardanti i New York Cosmos nelle competizioni ufficiali della stagione 1982.

## Maglie e sponsor
Vengono confermate le divise prodotte dalla ellesse.
| Manica sinistra · Maglietta · Maglietta · Manica destra · Pantaloncini · Calzettoni | Manica sinistra · Maglietta · Maglietta · Manica destra · Pantaloncini · Calzettoni |  |

## Organigramma societario
Area direttiva
- Presidente:

Area tecnica
- Allenatore: Julio Mazzei
- Allenatore in seconda:
- Allenatore portieri: Miguel De Lima[2]

## Rosa
| N. |                        | Ruolo | Calciatore           |
| -- | ---------------------- | ----- | -------------------- |
| 1  | Germania (bandiera)    | P     | Hubert Birkenmeier   |
| 2  | Iran (bandiera)        | D     | Andranik Eskandarian |
| 3  | Canada (bandiera)      | D     | Robert Iarusci       |
| 4  | Stati Uniti (bandiera) | D     | Jeff Durgan          |
| 5  | Brasile (bandiera)     | D     | Carlos Alberto       |
| 6  | Stati Uniti (bandiera) | C     | Rick Davis           |
| 7  | Paraguay (bandiera)    | C     | Julio Cesar Romero   |
| 8  | Jugoslavia (bandiera)  | C     | Vladislav Bogićević  |
| 9  | Italia (bandiera)      | A     | Giorgio Chinaglia    |
| 11 | Portogallo (bandiera)  | A     | Seninho              |
| 12 | Stati Uniti (bandiera) | A     | Steve Moyers         |
| 13 | Paesi Bassi (bandiera) | C     | Johan Neeskens       |
| 14 | Sudafrica (bandiera)   | A     | Steve Wegerle        |
| 15 | Paesi Bassi (bandiera) | D     | Wim Rijsbergen       |

| N. |                              | Ruolo | Calciatore              |
| -- | ---------------------------- | ----- | ----------------------- |
| 16 | Stati Uniti (bandiera)       | C     | Angelo DiBernardo       |
| 17 | Inghilterra (bandiera)       | A     | Steve Hunt              |
| 18 | Stati Uniti (bandiera)       | C     | Boris Bandov            |
| 19 | Paraguay (bandiera)          | A     | Roberto Cabañas         |
| 21 | Stati Uniti (bandiera)       | P     | David Brcic             |
| 22 | Jugoslavia (bandiera)        | D     | Ivan Bulijan            |
| 23 | Canada (bandiera)            | A     | David Norris            |
| 24 | Stati Uniti (bandiera)       | A     | Darryl Gee              |
| 25 | Stati Uniti (bandiera)       | D     | Dominick Barczewski     |
| 26 | Stati Uniti (bandiera)       | D     | Erhardt Kapp            |
| 27 | Canada (bandiera)            | P     | Dino Alberti            |
| 28 | Stati Uniti (bandiera)       | A     | Hernán Borja            |
| 29 | Italia (bandiera)            | A     | Ferdinando De Matthaeis |
| 30 | Trinidad e Tobago (bandiera) | C     | Richard Chinapoo        |

## Statistiche

### Statistiche di squadra
| Competizione | Punti | Totale | Totale | Totale | Totale | Totale | ‰ |
| Competizione | Punti | G      | V      | P      | Gf     | Gs     | ‰ |
| ------------ | ----- | ------ | ------ | ------ | ------ | ------ | - |
| NASL         | -     | 38     | 28     | 10     | 84     | 55     | - |